# Савио
Са́вио Бортоли́ни Пименте́л (порт. Sávio Bortolini Pimentel; 9 января 1974, Вила-Велья, Бразилия) — бразильский футболист, атакующий полузащитник. Бо́льшую часть карьеры провёл в бразильских и испанских клубах. На родине играл за «Фламенго» и «Деспортива Капишаба». В Испании выступал за «Реал Мадрид», «Реал Сарагоса», «Реал Сосьедад» и «Леванте». Также выступал за французский «Бордо» и кипрский «Анортосис». Чемпион и обладатель Кубка Бразилии. Чемпион и обладатель Кубка Испании. Трёхкратный победитель Лиги чемпионов, обладатель Суперкубка УЕФА и Межконтинентального Кубка в составе мадридского «Реала». Серебряный призёр Кубка Америки 1995 и бронзовый призёр Олимпиады 1996 года в составе сборной Бразилии.

## Биография
Савио Бортолини Пиментел родился в городе Вила-Велья, расположенном в бразильском штате Эспириту-Санту. Начал свою карьеру в детском клубе «Флуминенсиньо», организованном его отцом Абимаром Бортолини, который был поклонником «Флуминенсе». В 14 лет Савио решил стать профессиональным футболистом, причём желал в будущем выступать за «Фламенго». Его мать Ровена Пиментел не была ни на одной игре сына, поскольку не хотела видеть, как кто-то может покалечить её сына. Она оставалась дома и молилась Богу, чтоб её сын остался здоровым.

### «Фламенго»
Путь во «Фламенго» лежал через местный клуб штата Эспириту-Санту — «Деспортива Капишаба», чьи селекционеры заметили молодого футболиста. А уже там на него обратили внимание представители «Фламенго». Юный Савио, не раздумывая, принял предложение клуба из Рио-де-Жанейро. Во «Фламенго» Савио провёл десять лет. Первые пять лет он вместе с другими молодыми футболистами жил в общежитии «Фламенго». Четыре первых сезона Савио провёл во второй команде «Фламенго», за которую отыграл 119 матчей и забил 54 мяча, и его игра настолько впечатлило тренерский штаб первой команды, что в 1992 году 18-летний полузащитник дебютировал в триумфальном для «красно-чёрных» чемпионате Бразилии 1992 года. Хотя сезон «Фламенго» начал не впечатляюще, но постепенно команда, набравшись сил, завоевала пятый чемпионский титул, обыграв в финальном матче «Ботафого» (3:0 и 2:2).
После того, как Савио привлекли к тренировкам основного состава, его затем снова вернули во вторую команду, чтобы он набрался сил и опыта, достаточных для выступления за основную команду. Четыре месяца тренировок с основной командой, с такими игроками, как Зиньо и Жуниор, не прошли даром, став дополнительным стимулом к профессиональному росту Савио.

Тройка форвардов «Фламенго» Ромарио, Савио и Эдмундо (слева направо), 1995 год

Когда спустя несколько месяцев команду принял тёзка легендарного форварда Жуниор, он вновь призвал Савио в первую команду и стал понемногу допускать его к основе. Когда «Фламенго» играл на выезде с «Сан-Паулу» и после первого тайма проигрывал 0:2, в перерыве Жуниор подошёл и просто сказал ему: «Готовься играть». Савио вышел и полностью отыграл второй тайм; его команда уступила, но главное, что Савио постепенно приобретал опыт игры на высшем уровне, он всё чаще появлялся в основе, болельщики стали обращать на него внимание; вскоре Савио провёл своё первое дерби против «Флуминенсе». Бразильская пресса сравнивала показывавшего отличный футбол Савио с легендарным Зико, но Савио признался, что, хотя ему очень льстит сравнение с его кумиром, но считает, что он его не достоин. Зико — единственный и неповторимый, поэтому глупо сравнивать его с кем-либо.
За шесть сезонов в «Фламенго» с учётом всех турниров Савио провёл 248 матчей и забил 95 голов, своей игрой за клуб Савио добился уважения со стороны поклонников «Фламенго». Единственное, что огорчало Савио — то, что в 1995 году в год столетия клуба команда ничего не выиграла, даже несмотря на то, что в составе «Фламенго» были такие звёзды, как Ромарио и Эдмундо. В 1996 году после выступления Савио за сборную Бразилии на летних Олимпийских играх, проходивших в американской Атланте, многие ведущие европейские клубы обратили внимание на молодого игрока. В 1997 году Савио Бортолини подписал контракт с испанским «Реалом» из Мадрида.
| Статистика выступлений за «Фламенго» | Статистика выступлений за «Фламенго» | Статистика выступлений за «Фламенго» | Статистика выступлений за «Фламенго» | Статистика выступлений за «Фламенго» | Статистика выступлений за «Фламенго» |
| ------------------------------------ | ------------------------------------ | ------------------------------------ | ------------------------------------ | ------------------------------------ | ------------------------------------ |
| Сезон                                | Чемпионат Бразилии Матчи/Голы        | Кубок Бразилии Матчи/Голы            | Лига Кариока Матчи/Голы              | Всего Матчи / Голы                   |                                      |
| 1992                                 | 3 / 2                                | 0 / 0                                | 0 / 0                                | 3 / 2                                |                                      |
| 1993                                 | 8 / 2                                | 0 / 0                                | 0 / 0                                | 8 / 2                                |                                      |
| 1994                                 | 21 / 9                               | ? / ?                                | ? / ?                                | 60 / 16                              |                                      |
| 1995                                 | 16 / 3                               | ? / ?                                | ? / ?                                | 70 / 24                              |                                      |
| 1996                                 | 11 / 1                               | ? / ?                                | ? / ?                                | 41 / 22                              |                                      |
| 1997                                 | 24 / 7                               | ? / ?                                | ? / ?                                | 66 / 29                              |                                      |
| Итого                                | 83 / 24                              | ? / ?                                | ? / ?                                | 248 / 95                             |                                      |

### «Реал Мадрид»
Савио прибыл в Испанию 28 декабря 1997 года вместе с женой, сыном Брено и матерью жены. Дебют Савио в составе мадридского «Реала» состоялся 3 января 1998 года в матче против «Бетиса», завершившемся поражением «Реала» со счётом 3:2, Савио в том матче провёл на поле 74 минуты, после чего был заменён на Гути. Спустя полгода Савио стал свидетелем исторического события для клуба — мадридский «Реал» после 32-летнего перерыва вернул себе звание лучшего клуба Европы. 20 мая 1998 года в финале Лиги чемпионов сезона 1997/98 мадридский «Реал» встретился на «Амстердам Арене» с итальянским «Ювентусом». Благодаря единственному мячу Предрага Миятовича подопечные немецкого тренера «Реала» Юппа Хайнкеса стали победителями Лиги чемпионов. В финальном матче Савио участие не принимал. В чемпионате Испании сезона 1997/98 Савио забил 3 мяча в 12 матчах. Ему удалось не затеряться среди других футболистов королевского клуба, и вскоре он закрепился в основном составе.
В начале сезона 1998/99 Савио стал обладателем Межконтинентального кубка, в финале которого «Реал» обыграл бразильский «Васко да Гама» со счётом 2:1, Савио провёл на поле все 90 минут. В чемпионате Испании сезона 1998/99 Савио забил 6 мячей в 34 матчах, а его клуб занял второе место, уступив чемпионство «Барселоне», которую на тот момент тренировал Луи ван Галь.

Роберто Карлос, Зеедорф и Савио с Межконтинентальным Кубком

Еврокубковый сезон также был не очень удачным для Савио и его клуба. «Реал» покинул Лигу Чемпионов 1998/99 на стадии четвертьфинала, где уступил киевскому «Динамо» (1:1; 0:2). До этого матча, в групповом турнире, «Реал» встречался с итальянским «Интером», австрийским «Штурмом» и российским «Спартаком». В первом туре «Реал» на стадионе «Рамон Санчес Писхуан» в Севилье обыграл «Интер» со счётом 2:0, Савио отлично отыграл тот матч, создавал моменты, опасно бил по воротам. Именно Савио заработал пенальти, который реализовал Фернандо Йерро, второй мяч за «Реал» забил Кларенс Зеедорф.
После домашней победы «Реал» на выезде уступил московскому «Спартаку». Затем «Реал» дважды разгромил «Штурм» — 6:1 на «Сантьяго Бернабеу» и 5:1 на стадионе им. Шварценеггера. Два из 11 мячей «Реала» было на счету Савио. Затем «Реал» потерпел поражение на выезде от «Интера» 1:3. В последнем туре королевский клуб при активном участии Савио, забившего с передачи Миятовича гол головой, легко взял три очка в домашнем матче с московским «Спартаком». «Реал» набрал 12 очков и вышел в 1/4 финала как лучшая из команд, занявших второе место. Этим же правилом воспользовался и будущий триумфатор того розыгрыша Лиги чемпионов английский «Манчестер Юнайтед», который финишировал в группе «D» с 10-ю очками, позади мюнхенской «Баварии».
В четвертьфинале королевский клуб ожидала встреча с киевским «Динамо». На «Сантьяго Бернабеу» Савио вышел на замену спустя три минуты после гола Андрея Шевченко. Бразильцу понадобилось некоторое время, чтобы войти в игру. Быстрый Савио, носившийся по левому флангу, доставил много неприятностей защитникам «Динамо», которым очень часто приходилось нарушать правила, чтобы остановить 11-го номера «Реала». Через несколько минут после выхода Савио счёт сравнял его партнёр по атаке Миятович. В ответной встрече Савио участия не принимал, «Реал» потерпел поражение 0:2.
В розыгрыше Лиги чемпионов 1999/2000 «Реал» снова встретился с киевлянами. Успешно преодолев первый групповой этап (Савио забил три гола — два в ворота «Мольде» и один «Олимпиакосу») Лиги чемпионов, во втором «Реал» попал в одну группу с «Динамо». В киевском матче на заснеженном стадионе «Олимпийский» «Реал» обыграл «Динамо» 2:1. Савио отметился голевым пасом, легко обыграв на левом фланге защитника Рамиза Мамедова, поборовшись с Андреем Гусиным и отдав чуть назад на Рауля, который с 22-х метров забил гол.
В весеннем матче на «Сантьяго Бернабеу» Савио против «Динамо» не вышел. Он ещё в конце января в перенесённом матче 18-го тура с «Бетисом» получил серьёзную травму (правый полузащитник севильцев Хорхе Отеро прямой ногой ударил его в колено) и надолго выбыл из строя. Отсутствие из-за травмы не могло не сказаться на игре Савио. Со временем в «Реале» у Висенте Дель Боске для бразильца всё реже стало находиться место в основе. Главный тренер стал больше доверять купленному у «Атлетико» аргентинцу Сантьяго Солари. Постепенно Савио выпал из игровой схемы команды и был отдан в аренду французскому «Бордо».
| Статистика выступлений за «Реал Мадрид» | Статистика выступлений за «Реал Мадрид» | Статистика выступлений за «Реал Мадрид» | Статистика выступлений за «Реал Мадрид» | Статистика выступлений за «Реал Мадрид» | Статистика выступлений за «Реал Мадрид» |
| --------------------------------------- | --------------------------------------- | --------------------------------------- | --------------------------------------- | --------------------------------------- | --------------------------------------- |
| Сезон                                   | Чемпионат Испании Матчи/Голы            | Кубок Испании Матчи/Голы                | Лига чемпионов Матчи/Голы               | Другие турниры Матчи/Голы               | Всего Матчи / Голы                      |
| 1997/1998                               | 12 / 3                                  | 1 / 0                                   | 2 / 0                                   | 0 / 0                                   | 15 / 3                                  |
| 1998/1999                               | 34 / 6                                  | 6 / 1                                   | 7 / 3                                   | 2 / 0                                   | 49 / 10                                 |
| 1999/2000                               | 25 / 4                                  | 2 / 0                                   | 11 / 4                                  | 4 / 1                                   | 42 / 9                                  |
| 2000/2001                               | 26 / 3                                  | 1 / 1                                   | 11 / 1                                  | 2 / 0                                   | 40 / 5                                  |
| 2001/2002                               | 8 / 0                                   | 1 / 1                                   | 4 / 2                                   | 1 / 0                                   | 14 / 3                                  |
| Итого                                   | 105 / 16                                | 11 / 3                                  | 35 / 10                                 | 9 / 1                                   | 160 / 30                                |

### «Бордо»
Савио имел французский паспорт и давно мечтал выучить французский язык и лучше узнать культуру своих предков. В «Бордо» Савио получил наконец ту игровую практику, которой ему в его последние сезоны не хватало в Мадриде. В своём первом сезоне за «Бордо» Савио забил 7 мячей в 27 матчах чемпионата Франции 2002/03, а его клуб занял четвёртое место в чемпионате, дающее право выступать в кубке УЕФА.
По окончании сезона во Франции у Савио истекал его контракт с мадридским «Реалом». Савио поступали предложения от английского «Ливерпуля» и от «Бордо», желавшего оставить футболиста у себя. Савио вполне мог остаться во Франции, но он решил вернуться в Испанию, получив предложение от вернувшейся в элитный испанский дивизион «Сарагосы», с которой Савио 24 июля 2003 года подписал двухлетний контракт.
| Статистика выступлений за «Бордо» | Статистика выступлений за «Бордо» | Статистика выступлений за «Бордо»                | Статистика выступлений за «Бордо» | Статистика выступлений за «Бордо» | Статистика выступлений за «Бордо» |
| --------------------------------- | --------------------------------- | ------------------------------------------------ | --------------------------------- | --------------------------------- | --------------------------------- |
| Сезон                             | Чемпионат Франции Матчи/Голы      | Кубок Франции, Кубок французской Лиги Матчи/Голы | Кубок УЕФА Матчи/Голы             | Всего Матчи / Голы                |                                   |
| 2002/2003                         | 27 / 7                            | 5 / 2                                            | 4 / 1                             | 36 / 10                           |                                   |

### «Реал Сарагоса»
Долгое время после переезда в Испанию семья Савио жила в отеле «Рейно де Арагон» в городе Сарагоса. Позже Савио подыскал дом для себя и школу для своих детей.
В «Сарагосе» Савио понадобилось некоторое время, чтобы влиться в коллектив и сыграться с партнёрами по команде. Бразилец преодолел все трудности и постепенно стал лидером команды. 29 сыгранных официальных матчей, два забитых гола и множество отданных результативных пасов стали отличным итогом его дебютного сезона.
В 2004 году «Сарагоса» выиграла кубок Испании, одолев бывший клуб Савио, мадридский «Реал», в дополнительное время со счётом 3:2, Савио отлично отыграл финальный матч, на нём мадридцы заработали две жёлтые карточки, и он отдал голевую передачу на Дани. В чемпионате 2003/04 «Сарагоса» по итогам сезона заняла лишь 12-е место, но получила путёвку в Кубок УЕФА как победитель Кубка Испании (в финале «Сарагоса» обыграла мадридский «Реал»).
В своём следующем сезоне 2004/05 Савио уже после восьми туров забил четыре мяча. Сам бразилец, которого испанская пресса окрестила сарагосским «галактико», не скрывал радости по поводу своей хорошей формы и надеялся её сохранить до конца сезона. «Сарагоса» отлично начала сезон. Арагонцы впервые в истории взяли Суперкубок Испании, вопреки всем прогнозам одолев чемпионов Испании «Валенсию». Причем мало кто верил в успех арагонцев после поражения 0:1 в домашнем матче на «Ла-Ромареде». Но «Сарагоса» развеяла все сомнения, одолев «Валенсию» в гостях, на их стадионе «Месталья», 3:1. Савио, отличившись голевой передачей, стал одним из героев того матча.
В чемпионате же «Сарагоса» увязла внизу турнирной таблицы, зато в кубке УЕФА дела шли лучше, на групповой стадии «Сарагоса» одолела «Утрехт» 2:0, и «Днепр» 1:0, проиграла венской «Аустрии» 0:1, ещё один матч, с бельгийским клубом «Брюгге», завершился вничью 1:1.
В 1/16 кубка УЕФА «Сарагоса» попала на турецкий «Фенербахче». В первом матче арагонцы победили 1:0, Савио провёл на поле все 90 минут. В ответном матче в Испании «Сарагоса» победила 2:1, второй мяч в составе «Сарагосы» на 71-й минуте забил Савио. В 1/8 «Сарагосе» предстояло встретиться с австрийской «Аустрией» из Вены, с которой арагонцы уже играли на групповой стадии. Оба матча закончились вничью: 1:1 в гостях и 2:2 дома, в первом матче ответный мяч в ворота «Аустрии» на свой счёт записал Савио на 74-й минуте. В ответном матче арагонцы, проигрывая по ходу 0:2, смогли сравнять счёт (отличились Вилья и Галлетти), но это не помогло «Сарагосе», по сумме двух встреч за счёт гола на чужом поле в 1/4 финала прошла «Аустрия». В чемпионате арагонцы не смогли улучшить показатели сезона 2003/2004, заняв всё то же 12-е место.
В своём последнем сезоне 2005/06 за «Сарагосу» Савио провёл практически весь сезон, отыграв 30 матчей. Он забил 4 мяча в том сезоне. Первый из них был забит им в матче с «Осасуной», закончившийся победой «Сарагосы» 3:1. Второй мяч Савио забил спустя 29 туров, в матче против «Кадиса», забитый Савио гол на 20 минуте не помог арагонцам победить, так как ещё до перерыва с пенальти отличился Лобос, а в начале второго тайма отличился Павони, и в итоге «Сарагоса» потерпела домашнее поражение 1:2. В 37 туре, Савио, забив с пенальти на 69-й минуте, помог своей команде дома крупно обыграть «Алавес» 3:0. Последний гол в составе «Сарагосы» Савио провёл в матче 38-го тура, против «Мальорки», в том ничего не значившем (в турнирной таблице) матче арагонцы уступили 3:1. В итоге команда заняла лишь одиннадцатое место в чемпионате Испании. Контракт с «Сарагосой» у Савио действовал до 2007 года, но был разорван 20 апреля 2006 года по обоюдному согласию. Савио решил вернуться в Бразилию, в свой родной «Фламенго».
| Статистика выступлений за «Реал Сарагосу» | Статистика выступлений за «Реал Сарагосу» | Статистика выступлений за «Реал Сарагосу» | Статистика выступлений за «Реал Сарагосу» | Статистика выступлений за «Реал Сарагосу» | Статистика выступлений за «Реал Сарагосу» |
| ----------------------------------------- | ----------------------------------------- | ----------------------------------------- | ----------------------------------------- | ----------------------------------------- | ----------------------------------------- |
| Сезон                                     | Чемпионат Испании Матчи/Голы              | Кубок Испании Матчи/Голы                  | Суперкубок Испании Матчи/Голы             | Кубок УЕФА Матчи/Голы                     | Всего Матчи / Голы                        |
| 2003/2004                                 | 29 / 2                                    | 7 / 2                                     | 0 / 0                                     | 0 / 0                                     | 36 / 4                                    |
| 2004/2005                                 | 36 / 8                                    | 7 / 3                                     | 2 / 0                                     | 9 / 4                                     | 54 / 15                                   |
| 2005/2006                                 | 30 / 4                                    | 11 / 6                                    | 0 / 0                                     | 0 / 0                                     | 41 / 10                                   |
| Итого                                     | 95 / 14                                   | 25 / 11                                   | 2 / 0                                     | 9 / 4                                     | 131 / 21                                  |

### «Фламенго» 2006
Савио вернулся во «Фламенго» — в клуб, где начинал свою карьеру. Однако он нерегулярно попадал в состав, отыграв всего 10 матчей. В конце того же 2006 года Савио решил воспользоваться предложением испанского клуба «Реал Сосьедад», в который перешёл на правах аренды, основные права на футболиста принадлежали «Фламенго».
| Статистика выступлений за «Фламенго» | Статистика выступлений за «Фламенго» | Статистика выступлений за «Фламенго» | Статистика выступлений за «Фламенго» | Статистика выступлений за «Фламенго» | Статистика выступлений за «Фламенго» |
| ------------------------------------ | ------------------------------------ | ------------------------------------ | ------------------------------------ | ------------------------------------ | ------------------------------------ |
| Сезон                                | Чемпионат Бразилии Матчи/Голы        | Кубок Бразилии Матчи/Голы            | Лига Кариока Матчи/Голы              | Всего Матчи / Голы                   |                                      |
| 2006                                 | 10 / 0                               | 0 / 0                                | 0 / 0                                | 10 / 0                               |                                      |

### «Реал Сосьедад»
«Реал Сосьедад» в перерыве чемпионата приобрёл двух игроков, надеясь улучшить атакующую силу команды («Сосьедад» забил к тому моменту всего 12 мячей в 17 матчах чемпионата Испании): был куплен 23-летний аргентинский нападающий «Сан-Лоренсо» Херман Эрреро, а также взят в аренду Савио. Перейдя в стан одного из середняков испанского чемпионата, Савио неплохо провёл вторую часть чемпионата, отыграв 18 матчей и забив 5 мячей. Однако команда по итогам сезона 2006/2007 покинула испанскую Примеру, заняв итоговое 19-е, предпоследнее, место.
Проведя в команде «Реал Сосьедад» шесть месяцев, Савио решил остаться в Испании, подписав двухлетний контракт с «Леванте», права на футболиста были выкуплены «Леванте» у «Фламенго».
| Сезон     | Чемпионат Испании Матчи/Голы | Кубок Испании Матчи/Голы | Всего Матчи / Голы |
| 2006/2007 | 18 / 5                       | 1 / 0                    | 19 / 5             |

### «Леванте»
В «Леванте» Савио не заиграл, проведя лишь 12 матчей в сезоне. Его дебют за «Леванте» состоялся в матче 1 тура чемпионата Испании, 26 августа 2007, в матче против «Мальорки», закончившемся крупным поражением «Леванте» 3:0. В кубке Испании, «Леванте» прошёл «Альмерию» 2:1 и 1:1, но в следующей стадии проиграл «Хетафе» 3:0 на выезде и 1:0 в домашнем матче (ко времени, когда был сыгран домашний матч, Савио в команде уже не было).
Команда, которая в итоге заняла последнее место в сезоне 2007/08, расторгла 10 января 2008 года контракт с Савио по обоюдному согласию, Савио согласился заплатить неустойку за разрыв контракта.
| Сезон     | Чемпионат Испании Матчи/Голы | Кубок Испании Матчи/Голы | Всего Матчи / Голы |
| 2007/2008 | 12 / 0                       | 0 / 0                    | 12 / 0             |

### «Деспортива Капишаба»
В 2008 году 34-летний Савио решил окончательно вернуться в Бразилию и присоединился к клубу «Деспортива Капишаба», который выступал в чемпионате штата Эспириту-Санту. Савио провёл за клуб 9 матчей и забил 6 мячей, а также отметился двумя голевыми передачами.

### «Анортосис»
В августе 2008 года Савио подписал контракт с кипрским клубом «Анортосис», который на тот момент выступал в Лиге чемпионов 2008/2009. Савио дебютировал в составе «Анортосиса» 23 августа 2008 года в матче суперкубка Кипра против клуба АПОЭЛ. Дебют выдался не слишком удачным: матч завершился поражением «Анортосиса» со счётом 0:1, сам Бортолини провёл на поле всего 55 минут. 1 сентября 2008 года Бортолини сыграл в матче первого тура чемпионата Кипра против клуба АПЕП, в первой же своей игре в чемпионате Савио, выступающий в клубе под 17-м номером, отметился забитым мячом на 56-й минуте, позже Савио был заменён на 77-й минуте, а его команда в итоге одержала уверенную победу со счётом 3:0. 16 сентября 2008 года Савио дебютировал за «Анортосис» в матче группового турнира Лиги чемпионов 2008/2009 против немецкого «Вердера», Бортолини отыграл весь матч, а его команда смогла сыграть вничью 0:0.

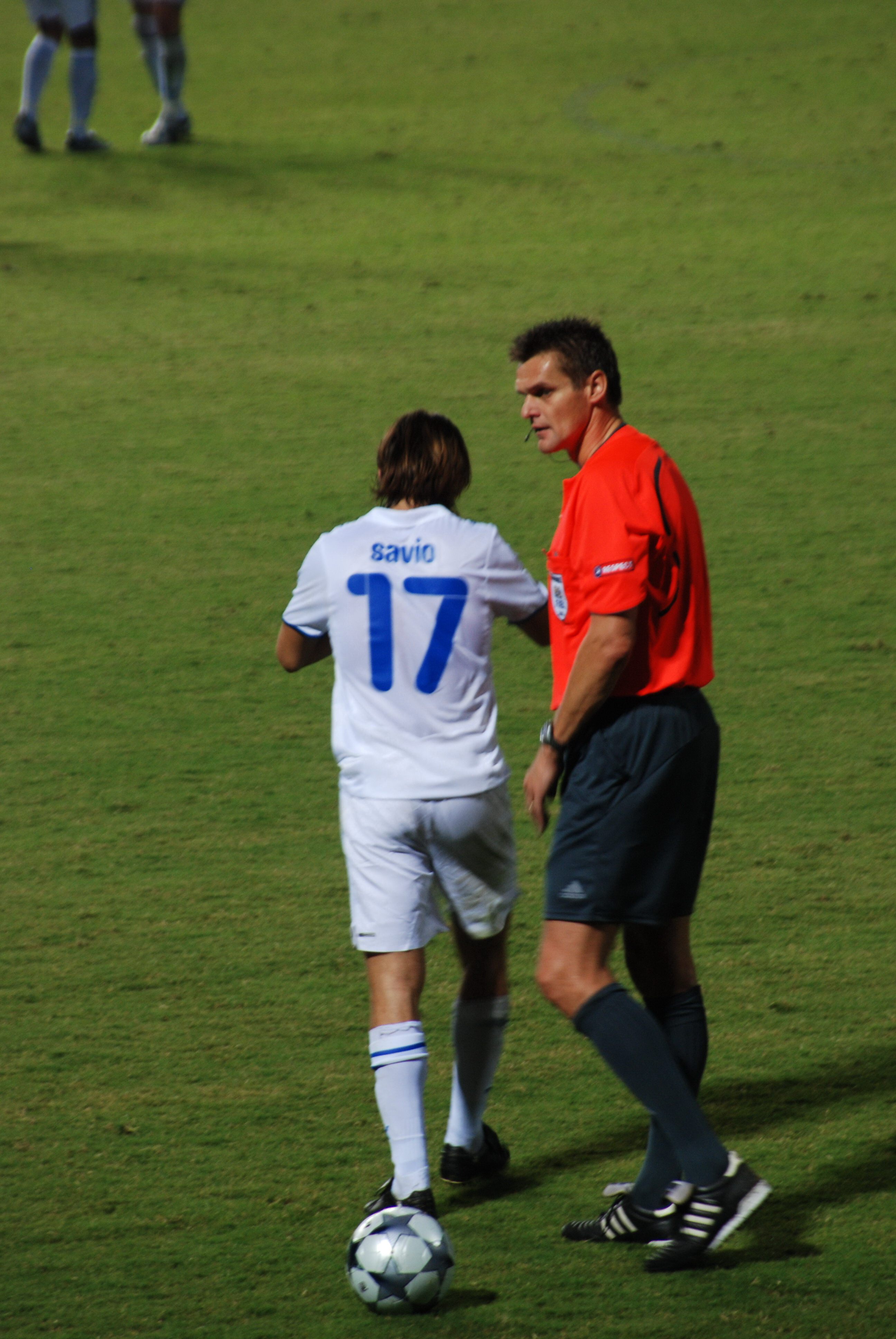
Савио во время матча Лиги чемпионов против греческого «Панатинаикоса» 1 октября 2008 года.

1 октября 2008 года Савио был назван лучшим игроком второго матча группового турнира Лиги чемпионов против греческого «Панатинаикоса». Уже на 11-й минуте «Анортосис» повёл в счёте после автогола Хосу Сарриеги, а спустя четыре минуты Синиша Добрашинович с передачи Савио увеличил преимущество кипрского клуба до двух мячей. «Панатинаикос» ещё в первом тайме сократил счёт в матче до одного мяча, с пенальти на 28-й минуте отличился Димитрис Салпингидис. Во втором тайме на 78-й минуте матча с подачи углового, исполненной Савио, третий мяч в ворота «Панатинаикоса» забил вышедший на замену Хавар Мулла Мохаммед. В итоге «Анортосис» одержал историческую победу над греческим «Панатинаикосом» со счётом 3:1.
18 октября 2008 года Савио провёл свой пятый матч в чемпионате Кипра против клуба АЕП, отыграв все 90 минут, а его команда впервые с начала чемпионата не смогла выиграть матч, до этого «Анортосис» одержал четыре победы в первых четырёх матчах, но и после ничьей клуб всё равно продолжал лидировать в чемпионате.
Обыграв «Панатинаикос», «Анортосису» 22 октября 2008 года в третьем матче Лиги чемпионов предстояло встретиться с итальянским «Интером». В Милане у Савио и его клуба были все шансы сыграть с «Интером» вничью, но в итоге «Анортосис» проиграл со счётом 1:0, единственный мяч за «Интер» забил Адриано на 43-й минуте. В ответном матче против «Интера» на Кипре 4 ноября 2008 года, в котором Савио участия не принимал, «Анортосис» сыграл вничью со счётом 3:3. Свой первый мяч в Лиге чемпионов за «Анортосис» Савио забил 26 ноября 2008 года в матче пятого тура против бременского «Вердера». Первый тайм завершился нулевой ничьей, во втором же тайме футболисты «Анортосиса» смогли выйти вперёд, Савио подал угловой, а нападающий Никос Николау завершил этот навес забитым мячом. Спустя шесть минут забил уже сам Савио, а спустя две минуты его заменил Георгиос Панаги. После ухода Савио с поля «Анортосис» пропустил дважды и сыграл с немецким клубом вничью 2:2.
В матче 12-го тура чемпионата Кипра против клуба АПОЭЛ, состоявшемся 5 декабря 2008 года, Савио получил травму колена и был вынужден покинуть поле на 11-й минуте матча. Спустя несколько дней Бортолини была сделана артроскопическая операция на колене, восстановление после операции займёт около месяца. Из-за травмы Савио не смог принять участия в последнем матче группового турнира Лиги чемпионов против «Панатинаикоса», в котором греки сумели обыграть кипрский клуб со счётом 1:0. После этого поражения клуб Савио занял последнее место в группе и выбыл из дальнейшей борьбы в еврокубках.
После месячного отсутствия по причине травмы, Савио вновь появился на поле 25 января 2009 года в матче 19-го тура чемпионата Кипра против клуба «Омонии». Савио отыграл весь второй тайм и отметился забитым мячом на 48-й минуте, но в итоге его команда потерпела домашнее поражение со счётом 1:2. В трёх последующих турах Савио участия не принимал, а в матче 23-го тура чемпионата Кипра против «Аполлона», завершившийся победой «Анортосиса» со счётом 2:1, Савио вновь получил травму, которая не позволила ему принять участие в оставшихся матах чемпионата, по итогам которого «Анортосис» занял третье место, дающее право участвовать на следующий сезон в розыгрыше Лиги чемпионов сезона 2009/2010. В своём дебютном сезоне за «Анортосис» Савио в чемпионате Кипра провёл 16 матчей и забил 4 мяча, а также отдал две результативные передачи. 30 мая 2009 года контракт Савио с клубом истёк, и он решил завершить игровую карьеру.
| Статистика выступлений за «Анортосис» | Статистика выступлений за «Анортосис» | Статистика выступлений за «Анортосис» | Статистика выступлений за «Анортосис» | Статистика выступлений за «Анортосис» | Статистика выступлений за «Анортосис» |
| ------------------------------------- | ------------------------------------- | ------------------------------------- | ------------------------------------- | ------------------------------------- | ------------------------------------- |
| Сезон                                 | Чемпионат Кипра Матчи/Голы            | Кубок Кипра Матчи/Голы                | Суперкубок Кипра Матчи/Голы           | Лига чемпионов Матчи/Голы             | Всего Матчи / Голы                    |
| 2008/2009                             | 16 / 4                                | 1 / 1                                 | 1 / 0                                 | 5 / 1                                 | 23 / 6                                |
| Итого                                 | 16 / 4                                | 1 / 1                                 | 1 / 0                                 | 5 / 1                                 | 23 / 6                                |

### Сборная Бразилии
За национальную сборную Бразилии Савио провёл 38 матча и забил 15 мячей. Его дебют состоялся 3 марта 1994 года в товарищеском матче против сборной Исландии, закончившемся победой бразильцев 3:0.
В 1996 году на Кубке КОНКАКАФ Савио в составе сборной дошёл до финала турнира, где бразильцы уступили сборной Мексики 0:2. Савио на турнире забил 3 мяча и занял вторую строчку в списке бомбардиров турнира, поделив её с Кайо и Луисом Гарсией.
В составе олимпийской сборной Бразилии Савио завоевал бронзовую медаль на Олимпийских играх 1996 года, проходивших в американском городе Атланта (основные матчи футбольного турнира Игр проходили в Майами).

#### Все матчи за сборную
| Матчи Савио за сборную Бразилии | Матчи Савио за сборную Бразилии | Матчи Савио за сборную Бразилии | Матчи Савио за сборную Бразилии | Матчи Савио за сборную Бразилии | Матчи Савио за сборную Бразилии |
| ------------------------------- | ------------------------------- | ------------------------------- | ------------------------------- | ------------------------------- | ------------------------------- |
| №                               | Дата                            | Оппонент                        | Счёт                            | Голы Савио                      | Соревнование                    |
| 1                               | 3 апреля 1994                   | Исландия                        | 3-0                             | -                               | Товарищеский матч               |
| 2                               | 23 декабря 1994                 | Югославия                       | 2-0                             | -                               | Товарищеский матч               |
| 3                               | 22 февраля 1995                 | Словакия                        | 5-0                             | -                               | Товарищеский матч               |
| 4                               | 29 марта 1995                   | Гондурас                        | 1-1                             | -                               | Товарищеский матч               |
| 5                               | 29 июня 1995                    | Польша                          | 2-1                             | -                               | Товарищеский матч               |
| 6                               | 7 июля 1995                     | Эквадор                         | 1-0                             | -                               | Кубок Америки                   |
| 7                               | 10 июля 1995                    | Перу                            | 2-0                             | -                               | Кубок Америки                   |
| 8                               | 13 июля 1995                    | Колумбия                        | 3-0                             | -                               | Кубок Америки                   |
| 9                               | 17 июля 1995                    | Аргентина                       | 2-2                             | -                               | Кубок Америки                   |
| 10                              | 20 июля 1995                    | США                             | 1-0                             | -                               | Кубок Америки                   |
| 11                              | 9 августа 1995                  | Япония                          | 5-1                             | 1                               | Товарищеский матч               |
| 12                              | 12 августа 1995                 | Южная Корея                     | 1-0                             | -                               | Товарищеский матч               |
| 13                              | 27 сентября 1995                | Румыния                         | 2-2                             | 1                               | Товарищеский матч               |
| 14                              | 11 октября 1995                 | Уругвай                         | 2-0                             | -                               | Товарищеский матч               |
| 15                              | 20 декабря 1995                 | Колумбия                        | 3-1                             | -                               | Товарищеский матч               |
| 16                              | 12 января 1996                  | Канада                          | 4-1                             | 1                               | Золотой кубок КОНКАКАФ          |
| 17                              | 14 января 1996                  | Гондурас                        | 5-0                             | 1                               | Золотой кубок КОНКАКАФ          |
| 18                              | 18 января 1996                  | США                             | 1-0                             | 1                               | Золотой кубок КОНКАКАФ          |
| 19                              | 21 января 1996                  | Мексика                         | 0-2                             | -                               | Золотой кубок КОНКАКАФ          |
| 20                              | 11 февраля 1996                 | Болгария                        | 2-0                             | 2                               | Товарищеский матч               |
| 21                              | 13 февраля 1996                 | Украина                         | 1-0                             | 1                               | Товарищеский матч               |
| 22                              | 18 февраля 1996                 | Перу                            | 4-1                             | 2                               | Предолимпийский турнир          |
| 23                              | 21 февраля 1996                 | Парагвай                        | 3-1                             | -                               | Предолимпийский турнир          |
| 24                              | 23 февраля 1996                 | Боливия                         | 3-1                             | -                               | Предолимпийский турнир          |
| 25                              | 27 февраля 1996                 | Уругвай                         | 0-0                             | -                               | Предолимпийский турнир          |
| 26                              | 1 марта 1996                    | Венесуэла                       | 5-0                             | 2                               | Предолимпийский турнир          |
| 27                              | 3 марта 1996                    | Уругвай                         | 3-1                             | -                               | Предолимпийский турнир          |
| 28                              | 6 марта 1996                    | Аргентина                       | 2-2                             | 1                               | Предолимпийский турнир          |
| 29                              | 27 марта 1996                   | Гана                            | 9-2                             | 1                               | Товарищеский матч               |
| 30                              | 24 апреля 1996                  | ЮАР                             | 3-2                             | -                               | Товарищеский матч               |
| 31                              | 22 мая 1996                     | Хорватия                        | 1-1                             | 1                               | Товарищеский матч               |
| 32                              | 14 июля 1996                    | Сборная звёзд мира              | 2-1                             | -                               | Товарищеский матч               |
| 33                              | 21 июля 1996                    | Япония                          | 0-1                             | -                               | Олимпийские игры                |
| 34                              | 23 июля 1996                    | Венгрия                         | 3-1                             | -                               | Олимпийские игры                |
| 35                              | 25 июля 1996                    | Нигерия                         | 1-0                             | -                               | Олимпийские игры                |
| 36                              | 31 июля 1996                    | Нигерия                         | 3-4                             | -                               | Олимпийские игры                |
| 37                              | 9 октября 1996                  | Нидерланды                      | 2-2                             | -                               | Товарищеский матч               |
| 38                              | 28 июня 2000                    | Уругвай                         | 1-1                             | -                               | Отборочные матчи ЧМ-2002        |

Итого: 38 матчей, 15 голов; 27 победы, 8 ничьих, 3 поражений

## Достижения

### Клубные

#### «Фламенго»
- Чемпион Бразилии: 1992
- Обладатель Кубка Бразилии: 2006
- Чемпион штата Рио-де-Жанейро: 1996
  - Обладатель Кубка Гуанабара: 1995, 1996
  - Обладатель Кубка Рио: 1996
  - Обладатель Золотого Кубка: 1996
  - Обладатель Кубка бразильских клубных чемпионов мира: 1997

#### «Реал Мадрид»
- Чемпион Испании: 2001
- Обладатель Суперкубка Испании: 2002
- Победитель Лиги чемпионов: 1998, 2000, 2002
- Обладатель Межконтинентального Кубка: 1998
- Обладатель Кубка Сантьяго Бернабеу: 1999, 2000
- Обладатель Суперкубка Европы 2002

#### «Сарагоса»
- Обладатель Кубка Испании: 2004
- Обладатель Суперкубка Испании: 2004

### В сборной Бразилии
- Серебряный призёр Кубка Америки: 1995
- Бронзовый призёр Олимпийских игр (Атланта, США): 1996
- Чемпион Предолимпийского турнира: 1996 (Аргентина)
- Серебряный призёр Кубка КОНКАКАФ: 1996

## Личная жизнь
Савио женат, его супругу зовут Сузана, у них трое детей: Брено, Уго и Лукас. У Савио есть сестра и трое братьев: Флавиа, Веллингтон, Родриго и Жуниор.